# Yos-Sudarso-Bucht
Koordinaten: 2° 35′ 0″ S, 140° 45′ 0″ O
Die Yos-Sudarso-Bucht (ehemals Humboldt Bay;  auch Humboldtbai, Humboldt-Bai oder Humboldt-Bucht) ist eine Meeresbucht an der nördlichen Pazifikküste der Insel Neuguinea im Regierungsbezirk Jayapura der indonesischen Provinz Papua. An ihr liegt die Stadt Jayapura, die von 1910 bis 1962 Hollandia hieß.
Die Bucht ist heute nach dem indonesischen Marinekommandanten und Volkshelden Yos Sudarso (1925–1962) benannt.

## Geschichte

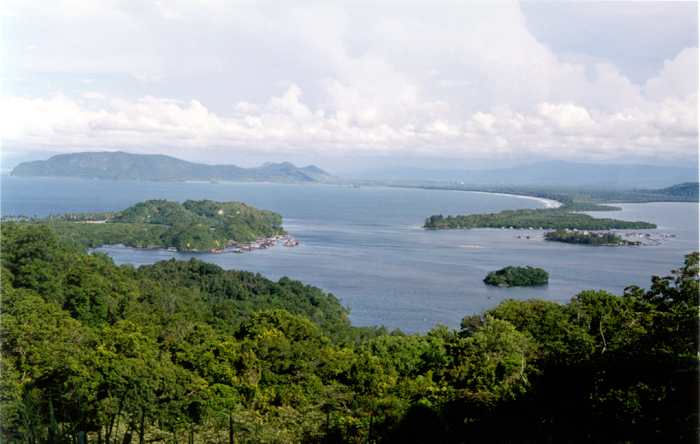
Yos-Sudarso-Bucht

Die Bucht wurde 1827 von dem Franzosen Jules Dumont d’Urville entdeckt. Das Gebiet um sie wurde Teil von Niederländisch-Neuguinea, nahe der Grenze zur deutschen Kolonie Kaiser-Wilhelms-Land, dem heutigen Papua-Neuguinea. Sie erhielt den Namen Humboldt Bay, nach dem Forschungsreisenden Alexander von Humboldt.
Während des Pazifikkrieges spielte die Humboldt Bay eine wichtige Rolle. Im April 1942 wurde sie von den Japanern eingenommen, ab dem 22. April 1944 von den Amerikanern im Verlauf der Operation Reckless wieder zurückerobert und Standort eines großen US-Marinestützpunktes. Bis zur Rückeroberung der Philippinen im Oktober 1944 diente sie als Hauptquartier von General Douglas MacArthur.